# Mjölnare

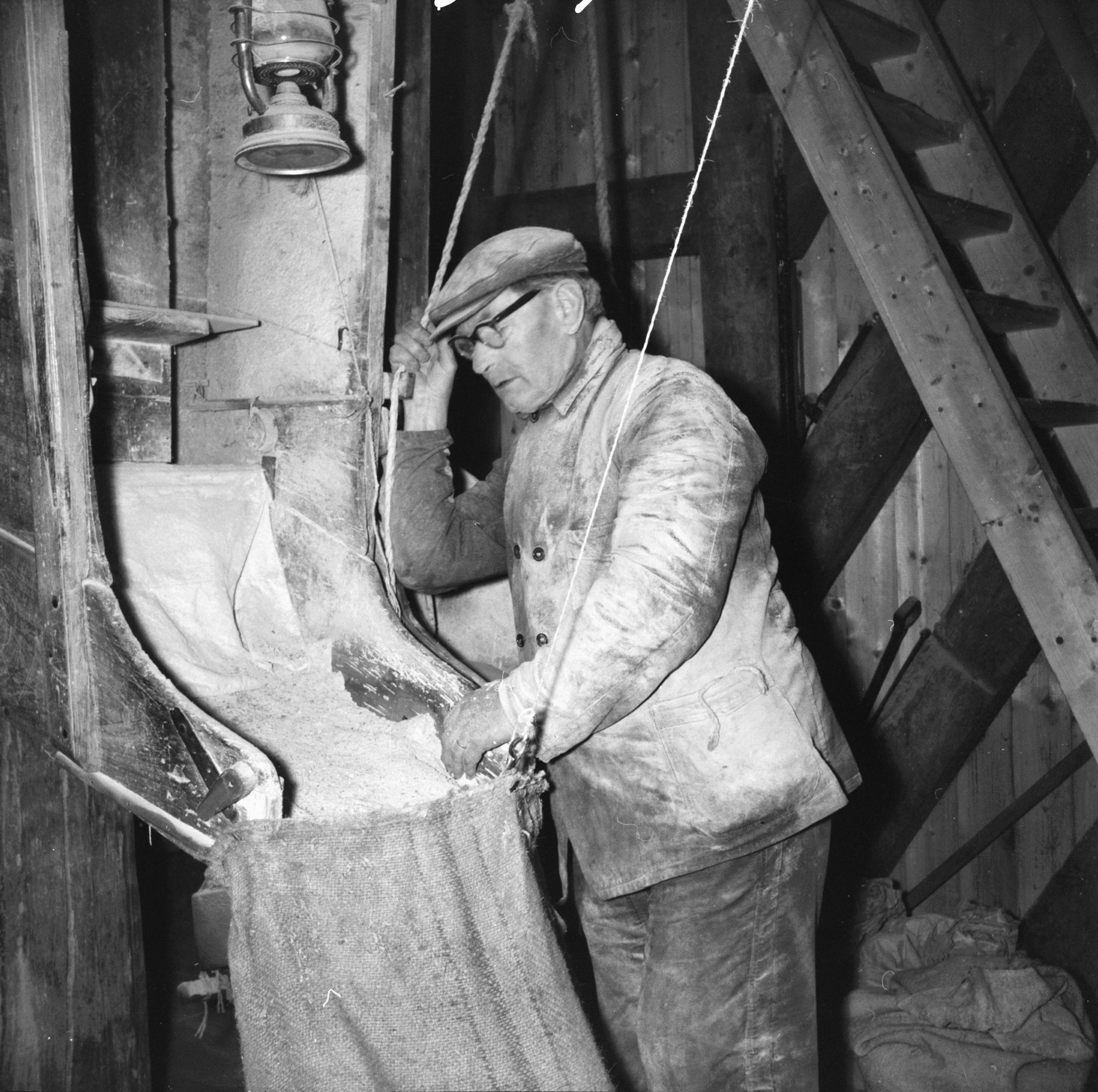
En mjölnare i arbete i De Hoede-kvarnen i Reimerswaal (1965).

En mjölnare är en person som yrkesmässigt mal säd till mjöl i en kvarn.
Mjölnarens sysselsättning förekom redan när människan var Jägare-samlare. Ursprungligen var verktyget en manuell driven rörlig handkvarnsten som snurrades över en fast sten som bas, liknande en mortel. För att öka effektiviteten uppfanns konstruktioner som nyttjade olika energislag som drivkälla, som djur, vatten (vattenkvarnar) och vind (väderkvarnar). Sedan 1800-talets mitt förekommer ångdrivna kvarnar och från början av 1900-talet eldrivna kvarnar.
Möllare är en variant på yrkesbeteckningen, allmänt använd i Skåne.
I större kvarnar benämns den ansvarige personen ofta för kvarnmästare. 

## Efternamn
Yrket har gett upphov till ett mycket vanligt  efternamn: Möller eller Møller i Skandinavien,  Miller och Milner i engelskspråkiga områden och Müller i tyskspråkiga områden.